# فوتوبيا
فوتوبيا (/ˈfoʊtəˈpiː/) هو محرر صور ورسومات مستند إلى الويب. يتم استخدامه لتحرير الصور أو عمل الرسوم التوضيحية أو تصميم الويب أو التحويل بين تنسيقات الصور المختلفة. فوتوبيا هو برنامج مدعوم بالإعلانات. وهو متوافق مع جميع متصفحات الويب الحديثة، بما في ذلك أوبرا ومايكروسوفت إيدج وجوجل كروم وفايرفوكس. التطبيق متوافق مع الرسومات النقطية والمتجهة، مثل فوتوشوب بالإضافة إلى جيه بيه إي جي وبي إن جي وجيف وإس في جي وبي دي إف وتنسيقات ملفات الصور الأخرى. بينما يعتمد على المستعرض، يخزن فوتوبيا جميع الملفات محليًا، ولا يقوم بتحميل أي بيانات إلى الخادم. غالبًا ما يُعتبر فوتوبيا بديلاً مجانيًا لبرنامج أدوبي فوتوشوب بميزات أقل نوعًا ما.

## الميزات
يحتوي فوتوبيا على العديد من أدوات تحرير الصور بما في ذلك معالجة البقع وفرشاة معالجة ختم النسخ وأداة التصحيح. يدعم البرنامج الطبقات، أقنعة الطبقة، القنوات، التحديدات، المسارات، الكائنات الذكية، أنماط الطبقة، طبقات النص، المرشحات والأشكال المتجهة.

## الاستقبال
حظي فوتوبيا بتغطية إيجابية نظرًا لتشابهه مع أدوبي فوتوشوب في التصميم وسير العمل، مما يجعله برنامجًا أسهل للمدرّبين على استخدام فوتوشوب، مقارنةً ببرامج تحرير الصور النقطية المجانية الأخرى مثل برنامج جيمب.

## الألوان
يعمل فوتوبيا مع مساحة ألوان sRGB (مساحة اللون الأساسية للويب)، مع عمق ألوان 8 بت. جميع الملفات المصدرة تستخدم sRGB أيضًا.

## طريقة استخدام فوتوبيا
يعمل محرر فوتوبيا ضمن متصفح الويب، من خلال الدخول إلى موقع فوتوبيا الرسمي «www.Photopea.com». يُمكن تشغيل فوتوبيا على أي جهاز (الكمبيوتر المحمول أو الجهاز اللوحي أو الهاتف الذكي أو أي كمبيوتر آخر) من أجل الحصول على نتيجة جيدة يوصى باستخدام شاشة كبيرة ومؤشر دقيق (ماوس أو قلم) ولوحة مفاتيح (كيبورد).
يعمل فوتوبيا بشكل جيد على أي جهاز، تمامًا مثل سكتش أو أدوبي فوتوشوب. لا يتم تحميل أي ملف من ملفات المستخدم على الإنترنت إذا لم يقم هو/هي بتحميليه على «Photopea.com»، ويمكن أيضا قطع الاتصال بالإنترنت والاستمرار في استخدامه دون الاتصال بالإنترنت. تشبه واجهة عمل فوتوبيا برامج تحرير الصور الأخرى. ويتكون من شريط الأدوات على اليسار، الشريط الجانبي على اليمين، ومنطقة العمل في الوسط والقائمة العلوية في الأعلى، يتكون شريط الأدوات من مجموعة من الايقونات الخاصة بكل أداة، ويمكنك التبديل بين الأدوات من خلال النقر على أيقوناتها في القائمة، لا يمكن تنشيط أكثر من أداة في آن واحد ويوجد في القائمة عدة أدوات ومنها أداة Lasso التي تحتوي على مجموعة الأدوات ذات الصلة. يمكن اختيار الأدوات عن طريق وضع مؤشر الماوس على أيقونة الأداة ليظهر اسم تلك الأداة. وبعض الأدوات معلمة بأحرف كبيرة (مثل B لأداة Brush) الفرشاة، ويمكن أيضًا التبديل بين الأدوات من خلال لوحة المفاتيح (كيبورد).

## أرباح الشركة
أشارت التقارير التي صرح بها إيفان كوتسكير، مبتكر فوتوبيا في 2021 أنه حقق مليون دولار. تشمل الأرباح التي تتلقاها الأداة 10% الدفع الشهري مقابل الخطة المدفوعة و90% إعلانات أدسنس. في عام 2018 تم جني ما يصل إلى 9 آلاف دولار سنويًا فقط، أما في 2019 حققت الشركة 230 ألف دولار سنويًا، وفي 2020 حقق 500 ألف دولار سنويًا والرقم مرشح للزيادة بعد التعديلات التي تم إضافتها للأداة حديثًا. بحسب موقع سميلارويب المختص في تحليل المواقع ومعرفة عدد الزيارات، يمكننا رؤية عدد الزيارات الشهرية البالغ تقريبًا 9 ملايين شهريًا. يستخدم الموقع بشكل كبير في الولايات المتحدة، الهند، البرازيل، وكندا.

## وصلات خارجية
- الموقع الرسمي
- مدونة فوتوبيا
- مراجعة فوتوبيا